# Montanhas Deveboinu
As montanhas Deveboinu (em turco: Deveboynu dağları, lit. "pescoço [boyni] de camelo [deve]; em armênio: Դևեբոյնի լեռնաշղթա; romaniz.: Deveboyni leṙnašġtʻa) ou montanhas Ultaparanose (Ուղտապարանոց, Ułtaparanoc’) são uma cadeira montanhosa do planalto Armênio, situado na porção oriental da planície de Erzurum, na província de Erzurum, na Turquia. Se estende do monte Palandoquene para o nordeste, formando uma bacia hidrográfica entre o rio Murde (rio Hassancale), um tributário do Eufrates, e o rio Aras.
As Deveboinu têm cerca de 40 quilômetros de comprimento e 2 200-2 300 metros de altura. As encostas orientais são íngremes, enquanto as ocidentais são suaves.  Vestígios de fortalezas medievais estão preservados nos vales da montanha. Desde a Paz de Acilisena de 387, compôs parte da fronteira entre o Império Romano e o Império Sassânida. Até a Primeira Guerra Mundial, formava a fronteira entre o Império Russo e o Império Otomano. Por um de seus vales passava a ferrovia que interligava Carse com Erzurum.